# Tomáš Berdych
Tomáš Berdych (Valašské Meziříčí, Txecoslovàquia, 17 de setembre de 1985) és un exjugador professional de tennis txec. Començà a participar en el circuit professional el 2002 i va assolir cert renom en derrotar l'aleshores número u del món, Roger Federer, en els Jocs Olímpics d'Atenes 2004. El seu millor resultat en el rànquing individual masculí fou la quarta posició l'any 2015.
Els seus èxits més importants són haver estat finalista en el Grand Slam de Wimbledon (2010), on fou derrotat per Rafael Nadal, i el Masters de París (2005), on assolí el seu primer títol de la categoria masters. Malgrat haver disputat només una final de Grand Slam, va disputar les semifinals de tots quatre. Va guanyar la Copa Davis amb l'equip txec els anys 2012 i 2013, els dos únics trofeus del país des de la dissolució de Txecoslovàquia.
Ha disputat el partit de dobles més llarg de la història de l'ATP; fent parella amb el seu compatriota Lukáš Rosol, van superar la parella suïssa formada per Marco Chiudinelli i Stanislas Wawrinka en la primera ronda de la Copa Davis (2013), després de més de 7 hores de joc.

## Biografia
Berdych va néixer a Valašské Meziříčí (Txecoslovàquia, actualment República Txeca), fill de Hana Berdychová (doctora) i Martin Berdych (enginyer de trens).
Va començar a jugar a tennis amb cinc anys en el centre tennístic de la seva localitat natal. A causa dels bons resultats en torneigs de categories inferiors, es va traslladar a Prostějov sota les ordres de millors entrenadors, entre ells el gran extennista Ivan Lendl.
És un gran seguir de l'hoquei sobre gel, especialment de l'equip Detroit Red Wings. Manté una bona amistat amb els jugadors txecs d'aquest esport Martin Straka, Jaromir Jagr i Dominik Hašek, que alhora són grans aficionats del tennis.
Va mantenir una llarga relació amorosa amb la tennista txeca Lucie Šafářová durant gairebé nou anys fins al 2011. Pocs mesos després va iniciar una relació amb la model també txeca Ester Satorova, amb la qual es va casar al juliol de 2015.

## Torneigs de Grand Slam

### Individual: 1 (0−1)
| Resultat  | Núm. | Any  | Torneig   | Oponent      | Marcador      |
| --------- | ---- | ---- | --------- | ------------ | ------------- |
| Finalista | 1.   | 2010 | Wimbledon | Rafael Nadal | 6–3, 7–5, 6–4 |

## Palmarès

### Individual: 32 (13−19)
| Llegenda (pre/post 2009)                                 |
| -------------------------------------------------------- |
| Grand Slams (0−1)                                        |
| Tennis Masters Cup / ATP Finals (0−0)                    |
| ATP Masters Series / ATP World Tour Masters 1000 (1−3)   |
| ATP International Series Gold / ATP World Tour 500 (3−4) |
| ATP International Series / ATP World Tour 250 (9−11)     |

| Títols per superfície |
| --------------------- |
| Dura (9−11)           |
| Gespa (1−2)           |
| Terra batuda (2−6)    |
| Moqueta (1−0)         |

| Resultat  | Núm. | Data                   | Torneig                     | Superfície   | Oponent                | Marcador                |
| --------- | ---- | ---------------------- | --------------------------- | ------------ | ---------------------- | ----------------------- |
| Guanyador | 1.   | 27 de setembre de 2004 | Palerm, Itàlia              | Terra batuda | Filippo Volandri       | 6−3, 6−3                |
| Finalista | 1.   | 4 de juliol de 2005    | Bastad, Suècia              | Terra batuda | Rafael Nadal           | 6−2, 2−6, 4−6           |
| Guanyador | 2.   | 31 d'octubre de 2005   | París, França               | Moqueta (i)  | Ivan Ljubičić          | 6−3, 6−4, 3−6, 4−6, 6−4 |
| Finalista | 2.   | 12 de juny de 2006     | Halle, Alemanya             | Gespa        | Roger Federer          | 0−6, 7−6(4), 2−6        |
| Finalista | 3.   | 25 de setembre de 2006 | Bombai, Índia               | Dura         | Dmitri Tursúnov        | 3−6, 6−4, 6−7(5)        |
| Guanyador | 3.   | 11 de juny de 2007     | Halle                       | Gespa        | Markos Bagdatís        | 7−5, 6−4                |
| Finalista | 4.   | 7 de juliol de 2008    | Bastad (2)                  | Terra batuda | Tommy Robredo          | 4−6, 1−6                |
| Guanyador | 4.   | 5 d'octubre de 2008    | Tòquio, Japó                | Dura         | Juan Martín del Potro  | 6−1, 6−4                |
| Guanyador | 5.   | 11 de maig de 2009     | Múnic, Alemanya             | Terra batuda | Mikhaïl Iujni          | 6−4, 4−6, 7−6(5)        |
| Finalista | 5.   | 4 d'abril de 2010      | Miami, Estats Units         | Dura         | Andy Roddick           | 5−7, 4−6                |
| Finalista | 6.   | 4 de juliol de 2010    | Wimbledon, Regne Unit       | Gespa        | Rafael Nadal           | 3−6, 5−7, 4−6           |
| Guanyador | 6.   | 9 d'octubre de 2011    | Pequín, Xina                | Dura         | Marin Čilić            | 3−6, 6−4, 6−1           |
| Guanyador | 7.   | 5 de febrer de 2012    | Montpeller, França          | Dura (i)     | Gaël Monfils           | 6−2, 4−6, 6−3           |
| Finalista | 7.   | 13 de maig de 2012     | Madrid, Espanya             | Terra batuda | Roger Federer          | 6−3, 5−7, 5−7           |
| Finalista | 8.   | 25 d'agost de 2012     | Winston-Salem, Estats Units | Dura         | John Isner             | 6−3, 4−6, 6−7(9)        |
| Guanyador | 8.   | 21 d'octubre de 2012   | Estocolm, Suècia            | Dura (i)     | Jo-Wilfried Tsonga     | 4−6, 6−4, 6−4           |
| Finalista | 9.   | 24 de febrer de 2013   | Marsella, França            | Dura (i)     | Jo-Wilfried Tsonga     | 6−3, 6−7(6), 4−6        |
| Finalista | 10.  | 2 de març de 2013      | Dubai, Emirats Àrabs Units  | Dura         | Novak Đoković          | 5−7, 3−6                |
| Finalista | 11.  | 29 de setembre de 2013 | Bangkok, Tailàndia          | Dura (i)     | Milos Raonic           | 6−7(4), 3−6             |
| Guanyador | 9.   | 16 de febrer de 2014   | Rotterdam, Països Baixos    | Dura (i)     | Marin Čilić            | 6−4, 6−2                |
| Finalista | 12.  | 1 de març de 2014      | Dubai (2)                   | Dura         | Roger Federer          | 6−3, 4−6, 3−6           |
| Finalista | 13.  | 4 de maig de 2014      | Oeiras, Portugal            | Terra batuda | Carlos Berlocq         | 6−0, 5−7, 1−6           |
| Finalista | 14.  | 5 d'octubre de 2014    | Pequín                      | Dura         | Novak Đoković          | 0−6, 2−6                |
| Guanyador | 10.  | 19 d'octubre de 2014   | Estocolm (2)                | Dura (i)     | Grigor Dimitrov        | 5−7, 6−4, 6−4           |
| Finalista | 15.  | 10 de gener de 2015    | Doha, Qatar                 | Dura         | David Ferrer           | 4−6, 5−7                |
| Finalista | 16.  | 15 de febrer de 2015   | Rotterdam, Països Baixos    | Dura (i)     | Stan Wawrinka          | 6−4, 3−6, 4−6           |
| Finalista | 17.  | 19 d'abril de 2015     | Montecarlo, Mònaco          | Terra batuda | Novak Đoković          | 5−7, 6−4, 3−6           |
| Guanyador | 11.  | 5 d'octubre de 2015    | Shenzhen, Xina              | Dura         | Guillermo García López | 6−3, 7−6(7)             |
| Guanyador | 12.  | 25 d'octubre de 2015   | Estocolm (3)                | Dura (i)     | Jack Sock              | 7−6(1), 6−2             |
| Guanyador | 13.  | 2 d'octubre de 2016    | Shenzhen (2)                | Dura         | Richard Gasquet        | 7−6(5), 6−7(2), 6−3     |
| Finalista | 18.  | 27 de maig de 2017     | Lió, França                 | Terra batuda | Jo-Wilfried Tsonga     | 6−7(2), 5−7             |
| Finalista | 19.  | 5 de gener de 2019     | Doha (2)                    | Dura         | Roberto Bautista Agut  | 6−4, 3−6, 6−3           |

### Dobles masculins: 3 (2−1)
| Llegenda (pre/post 2009)                                 |
| -------------------------------------------------------- |
| Grand Slams (0−0)                                        |
| Tennis Masters Cup / ATP Finals (0−0)                    |
| ATP Masters Series / ATP World Tour Masters 1000 (0−0)   |
| ATP International Series Gold / ATP World Tour 500 (1−1) |
| ATP International Series / ATP World Tour 250 (1−0)      |

| Títols per superfície |
| --------------------- |
| Dura (2−1)            |
| Gespa (0−0)           |
| Terra batuda (0−0)    |

| Resultat  | Núm. | Data                 | Torneig                     | Superfície | Parella         | Oponents                            | Marcador            |
| --------- | ---- | -------------------- | --------------------------- | ---------- | --------------- | ----------------------------------- | ------------------- |
| Guanyador | 1.   | 24 de febrer de 2008 | Rotterdam, Països Baixos    | Dura (i)   | Dmitri Tursúnov | Philipp Kohlschreiber Mikhaïl Iujni | 7−5, 3−6, [10−7]    |
| Finalista | 1.   | 8 d'agost de 2010    | Washington DC, Estats Units | Dura       | Radek Štěpánek  | Mardy Fish Mark Knowles             | 6−4, 6−7(7), [7−10] |
| Guanyador | 2.   | 3 de gener de 2014   | Doha, Qatar                 | Dura       | Jan Hájek       | Alexander Peya Bruno Soares         | 6−2, 6−4            |

### Equips: 4 (3−1)
| Resultat  | Núm. | Data                      | Torneig                            | Superfície       | Equip                                 | Oponents                                                    | Marcador |
| --------- | ---- | ------------------------- | ---------------------------------- | ---------------- | ------------------------------------- | ----------------------------------------------------------- | -------- |
| Finalista | 1.   | 4−6 de desembre de 2009   | Copa Davis, Barcelona, Catalunya   | Terra batuda (i) | Lukas Dlouhy Jan Hájek Radek Štěpánek | David Ferrer Feliciano López Rafael Nadal Fernando Verdasco | 0−5      |
| Guanyador | 1.   | 17 de gener de 2012       | Copa Hopman, Perth, Austràlia      | Dura             | Petra Kvitová                         | Marion Bartoli Richard Gasquet                              | 2−0      |
| Guanyador | 2.   | 16−18 de novembre de 2012 | Copa Davis, Praga, República Txeca | Dura (i)         | Ivo Minar Lukáš Rosol Radek Štěpánek  | Nicolás Almagro David Ferrer Marcel Granollers Marc López   | 3−2      |
| Guanyador | 3.   | 15−17 de novembre de 2013 | Copa Davis, Belgrad, Sèrbia (2)    | Dura (i)         | Jan Hájek Lukáš Rosol Radek Štěpánek  | Ilija Bozoljac Novak Đoković Dušan Lajović Nenad Zimonjić   | 3−2      |

## Trajectòria

### Individual
| Torneig | 2003 | 2004  | 2005        | 2006        | 2007        | 2008  | 2009        | 2010        | 2011        | 2012  | 2013        | 2014        | 2015        | 2016  | 2017        | 2018        | 2019        | Títols    | V − D     |
| --- | ---- | ----- | ----------- | ----------- | ----------- | ----- | ----------- | ----------- | ----------- | ----- | ----------- | ----------- | ----------- | ----- | ----------- | ----------- | ----------- | --------- | --------- |
| Open d'Austràlia | A    | 2R    | 1R          | 2R          | 4R          | 4R    | 4R          | 2R          | QF          | QF    | QF          | SF          | SF          | QF    | 3R          | QF          | 4R          | 0 / 19    | 47 – 19   |
| Roland Garros | A    | 1R    | 2R          | 4R          | 1R          | 2R    | 1R          | SF          | 1R          | 4R    | 1R          | QF          | 4R          | QF    | 2R          | 1R          | A           | 0 / 15    | 25 – 15   |
| Wimbledon | A    | 1R    | 3R          | 4R          | QF          | 3R    | 4R          | F           | 4R          | 1R    | QF          | 3R          | 4R          | SF    | SF          | A           | 1R          | 0 / 15    | 42 – 15   |
| US Open | 2R   | 4R    | 3R          | 4R          | 4R          | 1R    | 3R          | 1R          | 3R          | SF    | 4R          | QF          | QF          | A     | 2R          | A           | 1R          | 0 / 15    | 33 – 15   |
| Jocs Olímpics | NC   | QF    | No celebrat | No celebrat | No celebrat | 3R    | No celebrat | No celebrat | No celebrat | 1R    | No celebrat | No celebrat | No celebrat | A     | No celebrat | No celebrat | No celebrat | 0 / 3     | 5 – 3     |
| ATP World Tour Finals | A    | A     | A           | A           | A           | A     | A           | RR          | SF          | RR    | RR          | RR          | RR          | A     | A           | A           | A           | 0 / 6     | 6 – 13    |
| Total Victòries−Derrotes                                                                                                   | 2−2  | 16−15 | 34−29       | 48−24       | 46−24       | 35−22 | 36−26       | 45−26       | 53−23       | 61−23 | 54−25       | 55−22       | 57−22       | 39−20 | 35−18       | 11−11       | 13−9        | 640 – 342 | 640 – 342 |
| Rànquing a final d'any | 103  | 44    | 24          | 13          | 14          | 20    | 20          | 6           | 7           | 6     | 7           | 7           | 6           | 10    | 19          | 71          | 104         |           |           |
| Llegenda: G: Guanyador; F: Finalista; SF: Semifinalista; QF: Quarts de final; Q: Qualificació; A: Absent; RR: Round Robin; |      |       |             |             |             |       |             |             |             |       |             |             |             |       |             |             |             |           |           |